# Diolenius
Diolenius es un género de arañas araneomorfas de la familia Salticidae. Se encuentra en Nueva Guinea, el archipiélago de Bismarck y las Molucas.

## Lista de especies
Según The World Spider Catalog 12.5::
- Diolenius albopiceus Hogg, 1915
- Diolenius amplectens Thorell, 1881
- Diolenius angustipes Gardzin'ska & Zabka, 2006
- Diolenius armatissimus Thorell, 1881
- Diolenius bicinctus Simon, 1884
- Diolenius decorus Gardzin'ska & Zabka, 2006
- Diolenius infulatus Gardzin'ska & Zabka, 2006
- Diolenius insignitus Gardzin'ska & Zabka, 2006
- Diolenius lineatus Gardzin'ska & Zabka, 2006
- Diolenius lugubris Thorell, 1881
- Diolenius paradoxus Gardzin'ska & Zabka, 2006
- Diolenius phrynoides (Walckenaer, 1837)
- Diolenius redimiculatus Gardzin'ska & Zabka, 2006
- Diolenius varicus Gardzin'ska & Zabka, 2006
- Diolenius virgatus Gardzin'ska & Zabka, 2006